# Монте Албан
Монте Албан (шп. Monte Albán, Бели брег) је древна престоница цивилизације Запотека. Оригинало име Данипагваш значи „Свети брег“. Астеци су Монте Албан називали Оцелотпек, или „Јагуарово брдо“. Монте Албан се налази на око десет километара од града Оахака, престонице истоимене државе на југу Мексика.

## Историја
Већ у првој фази развоја Монте Албана (600-300 п. н. е.) становници су користили писмо и бројеве. Од 300. до 500. године нове ере стварају се културне везе са културом Теотивакана. У 5. и 6. веку Монте Албан се налази на врхунцу моћи. У непосредној околини је становало око 30.000 људи. Око године 700. град Монте Албан је нагло изгубио свој значај и до 950. је потпуно напуштен. После тога, коришћен је као гробље.
У последњој фази пре шпанског освајања Монте Албан су насељавали Микстеци.
Историјски преглед
| година                      | догађај                                                   |
| --------------------------- | --------------------------------------------------------- |
| око 800-300. п. н. е.       | Прва насеља Олмека.                                       |
| око 300. п. н. е. - 1 н. е. | Нов период изградње у Монте Албану.                       |
| 1. н. е. - 900.             | Запотеци граде степенасте пирамиде.                       |
| 900—1250.                   | Запотеци напуштају Монте Албан. Локалитет постаје гробље. |
| 1250—1521.                  | Микстеци се досељавају.                                   |
| 1458.                       | Астеци под Монтезумом I(1440-69) заузимају Монте Албан.    |
| 1521.                       | Шпански освајачи заузимају Оахаку.                        |
| 1987.                       | УНЕСКО је уврстио Монте Албан у Светску баштину.          |

## Фотографије
- Олтар
- Нерестаурирани део Монте Албана
- Поглед на главни трг са јужне платформе
- Маска нађена у Монте Албану (музеј у Оахаки)
- Стела
- Стела
- Поглед са јужне платформе
- Поглед на грађевину М са јужне платформе